# Черёмуха (Житомирская область)
Черёмуха (укр. Черемуха) — село на Украине, основано в 1609 году, находится в Ружинском районе Житомирской области.
Код КОАТУУ — 1825282602. Население по переписи 2001 года составляет 163 человека. Почтовый индекс — 13645. Телефонный код — 4138. Занимает площадь 0,532 км².

## Адрес местного совета
13645, Житомирская область, Ружинский район, с. Голубовка, ул. Советская, 9